# Preserje pri Zlatem Polju
Preserje pri Zlatem Polju – wieś w Słowenii, w gminie Lukovica. W 2018 roku liczyła 34 mieszkańców.